# 菲尼吉斯
菲尼吉斯（fernyiges）是匈牙利的民話「勇者亞諾斯和黑龍菲尼吉斯」（Vitéz János és Hollófernyiges）中登場的龍。有翼，並且是龍的首領，也稱黑龍菲尼吉斯（Hollófernyiges）。

## 概要
亞諾斯在和公主結婚後，因為好奇心，進入禁止的房間，解除石桶的封印。黑龍菲尼吉斯從石桶中飛出，擄走公主後逃走。亞諾斯從魔女手中獲得6腳馬，奪回公主，打敗菲尼吉斯。

## 脚注
1. ↑  「勇者ヤーノシュと黒龍フェルニゲシュ」『ハンガリーの民話』pp. 345-387.